# جورج فوكس (مغني)
جورج فوكس هو مغني وكاتب أغاني كندي، ولد في 23 مارس 1960.

## وصلات خارجية
- الموقع الرسمي
- جورج فوكس على موقع ميوزك برينز (الإنجليزية)